# Bruno Octávio
Bruno Octávio Jovanelli (São Caetano do Sul, 2 de agosto de 1985) é um ex-futebolista brasileiro que atuava como volante. Seu último clube foi o  Marcílio Dias. Atualmente, ele atua como empresário.

## Carreira
No Corinthians participou, como titular, de vários jogos do time principal na campanha do título do Campeonato Brasileiro de 2005. Ficou conhecido nacionalmente por um episódio inusitado: em um clássico contra o Palmeiras, válido pela 27ª rodada do Campeonato Brasileiro de 2007, Bruno Octávio matou uma bola no peito aos 39 minutos do segundo tempo, e, de mais de 30m longe do gol, arriscou uma finalização; o chute, porém, saiu torto e foi bem longe do gol, rendendo uma narração de Milton Leite que viralizou no YouTube:
Ô Bruno Octávio! Que beleza o Bruno Octávio, hein? Ele nunca fez um gol, na vida, de fora da área. Aí num Palmeiras e Corinthians, aos 39min do segundo tempo, ele pensou: ‘agora eu se consagro’, e pegou de tornozelo na bola e a bola saiu aqui perto da bandeirinha de escanteio em mais um momento patético de Bruno Octávio”— Milton Leite
O jogador, anos depois, disse que ficou desapontado com a narração. Milton Leite, por sua vez, arrependeu-se de ter descrito o lance como "patético".
Após sofrer com seguidas lesões, continuou no time paulista até fevereiro de 2009, quando foi emprestado ao Figueirense.
Após um ano no clube catarinense, retornou ao Corinthians, em 2010. Contudo, o excesso de jogadores da mesma posição dele impediram que Bruno Octávio voltasse a ser o titular do Corinthians, fazendo com que, em junho, fosse emprestado novamente, dessa vez ao Bahia.
Em 2011, após fim de seu empréstimo com o Bahia, retornou ao Corinthians.  Ainda em 2011, Bruno Octávio fez parte do elenco que foi campeão do Campeonato Brasileiro de 2011.
Sem oportunidades, em 2012, Bruno Octávio é liberado para procurar outro clube e acaba acertando como o Paulista, time de Jundiaí, para disputar o Campeonato Paulista de 2012.
Devido a lesões, Bruno Octávio aposentou-se em 2014, aos 29 anos. Seu último clube foi o Marcílio Dias, de Santa Catarina.

## Títulos
Corinthians
- Campeonato Brasileiro - Série A: 2005 e 2011
- Campeonato Brasileiro - Série B: 2008
- Campeonato Paulista: 2009
- Copa do Brasil: 2009

### Outras Conquistas
- Troféu Osmar Santos: 2011